# Ê Batumaré
Ê Batumaré é o primeiro álbum solo de Herbert Vianna lançado no ano de 1992 pela EMI. 

Gravado em uma garagem sem tratamento acústico e num equipamento semi profissional (como está escrito no próprio encarte), o álbum tem como influência a música nordestina, servindo até como molde para o álbum seguinte dos Paralamas do Sucesso em 1994. Comercialmente, foi recebido com frieza e sendo considerado também como experimental. Contém sucessos como Lição de Astronomia e O Rio Severino. 

## Faixas
1. A Nova Cruz (Herbert Vianna)
2. The scientist writes a letter (Tom Verlaine)
3. O Rio Severino (Herbert Vianna)
4. Qualquer Palavra Serve (Herbert Vianna)
5. Mobral (Herbert Vianna)
6. Lição de Astronomia (Herbert Vianna)
7. A Dureza Concreta (Herbert Vianna)
8. O Retirante Harry-Dean (Herbert Vianna)
9. Rio 92 (Herbert Vianna)
10. Impressão (Herbert Vianna/João Barone/Bi Ribeiro)
11. A Primeira Neve (Herbert Vianna)

- Arranjos, instrumentos e vozes: Herbert Vianna.

## Detalhes
- Na música Qualquer Palavra Serve, é possível ouvir um trecho da música Asa Branca de Luiz Gonzaga, assim também como Mobral que tem a citação de Admirável Gado Novo de Zé Ramalho.
- Impressão é a única música dos Paralamas que foi regravada, ganhando uma versão bem diferente da original do álbum Bora-Bora.